# 应答机

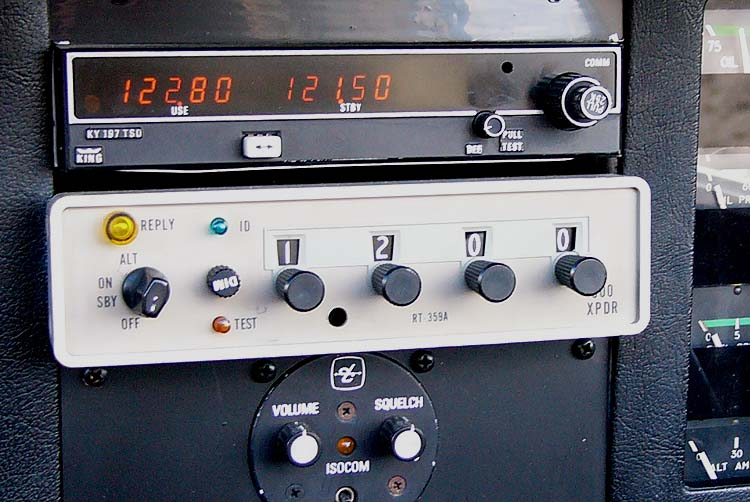
图中为一台Cessna ARC RT-359A型应答机（米色设备），上方为KY197甚高频航空电台。图中应答机代碼为1200，即正在按目视飞行规则飞行的飞行器。綠色識別燈號標示為"ID"。

应答机（英語：Transponder），又稱詢答機，有时简称XPDR、XPNDR、TPDR或TP，是一部能在收到无线电询问信号时自动做出回应的电子设备。在航空领域中，应答机主要作为協助識別航空交通管制雷達上的航班；飛机上的空中防撞系统（TCAS）的運作也是基於偵測應答機間的發射信號。
航空管制單位使用术语“呼叫（Squawk）”为飞机分配应使用的應答機代碼。例如：“Squawk 7421”。“Squawk”可以指“选择应答机代码至xxx”；而“squawking”意为“我已选择应答机代码xxx”。
应答机通过二次监视雷达在1030MHz上接收询问，在1090MHz上回答。

## 历史
应答机是由英国空军和美国陆军航空队于第二次世界大战中开发的雷达敌我识别系统中演化而来。20世纪50年代航空界开始使用二次雷达配合应答机进行通用航空和商用航空的航空管制。

## 操作
在飞行中，航空管制员会通过无线电通知飞行员分配给他的应答机代号，比如：“塞斯纳123AB，应答机0363”（Cessna 123 Alpha Bravo, Squawk 0363），飞行员在飞机上手动输入应答机代号0363后，航空管制员的雷达屏幕上就会正确显示该飞机的身份信息。

## 应答机代号
应答机代号是一组4位8进制数字，通过分配应答机代号，航空管制员可以对飞行器进行区分。应答机代号取值从0000到7777，共4096个，其中一些组合带有特定含义。
而以下代號由國際民航組織（ICAO）制訂為緊急情況下使用且全球通用。
| 代號 | 應用情況               |
| ---- | ---------------------- |
| 7500 | 航機被劫持             |
| 7600 | 無線電故障（通訊中斷） |
| 7700 | 航機上出現緊急情況     |

## 相關航空事故
- 墨西哥國際航空498號班機空難 — 1986年8月31日（當中一架飛機被匹配錯誤型號的應答機）
- 伊朗航空655號班機空難 — 1988年7月3日（對於應答器代碼的錯誤解釋，是飛機被錯誤擊落的其中一個因素）
- 普羅透斯航空706號班機空難（英语：Proteus Airlines Flight 706） — 1998年7月30日（發生空中相撞事故，而當中一架飛機的應答機被關閉）
- 大韓航空85號班機劫機誤報事件 — 2001年9月11日（機組人員使用應答機誤報被劫持）
- 戈爾航空1907號班機空難 — 2006年9月29日（一架具有故障應答機的飛機發生空中相撞事故）

## 外部連結
- ADS-B Exchange （页面存档备份，存于）
- Clarification Mode S Transponder in an Airport/A-SMGCS Environment （页面存档备份，存于）